# Summer Cummings
Summer Cummings (Reno, Nevada; 4 de marzo de 1968) es una actriz pornográfica estadounidense.

## Biografía

### Carrera en la pornografía
Al terminar el Instituto, Cummings empezó su carrera de estríper haciendo topless un bar de Reno. Después de trasladarse a San Francisco, descubrió el fetichismo y, tras conocer a a Bruce Seven, empezó a realizar videos explícitos.
En 1994, Cummings encontró a la actriz porno Skye Blue, y mantuvieron una relación lesbiana, que duró varios años. Frente a las cámaras realizaron juntas muchos filmes mientras la relación duró. Su relación terminó al final de la década de los noventa, y se dice que Cummings desde entonces ha mantenido una relación románticamente con la también actriz para adultos Kandi Cox.
En total, Summer Cummings ha realizado unas 280 películas. Es muy popular gracias a sus inmensos senos (injertos de 1200 centímetros cúbicos), las películas fetichistas y de tema lésbico, y su larga lengua flexible.
Posiblemente la última escena heterosexual que rodó fue con el también actor porno Lee Stone en 2003 para la compañía John Dragón.

### Fuera de la pornografía
Fuera del ámbito pornográfico, apareció en la película de 1997 Boogie Nights en cameo con su amante Skye Blue. Aparece en una escena al final de la película y aparece en un jacuzzi.

### Premios
Summer ha aparecido recientemente en el Premiado film de la AVN "Faster Pussycat Fuck! Fuck!".

### Filmografía (parcial)
- Dirty Bob's Xcellent Adventures 20 (1995)
- Down and Out (1995)
- What's a Nice Girl Like You Doing in an Anal Movie? (1995)
- The Domination of Summer (1994)
- Dresden Diary 11: Endangered Secrets (1994)
- Hello Norma Jeane (1994)... Nj's Blonde Assistant
- Big Busty Whoppers (1993)
- Arsenal of Fear (1992)... NonSex
- Blame It on Bambi (1992) ... NonSex
- Bound and Gagged (1992)
- Spanking Debutantes (1992)... Woman who spanks model
- High Heeled Dreams (1999)
- Xtreme Heeled Boots (1999)
- Bustin' Into Las Vegas (1999)
- Dresden Diary 21 (1999)
- Lusty Busty Dolls (1999)
- Lusty Busty Dolls 2 (1999)
- Spiked Heel Diaries Vol #2 (1999)
- Whack Attack 5 (1999)
- Boob Cruise '98 (1998)

... aka The Fantastic Voyage (USA: new title) 
- Boob Cruise '98 After Hours (1998)

... aka Boob Cruise After Hours (USA) 
- Boogie Nights (1997) (como Summer)... Jacuzzi Girl #1
- Bondage Babes (2006)
- Faster Pussycat Fuck! Fuck! (2005)... Pussy LaMoore
- Hidden Treasure (2004)
- Busted! (2004)
- Catfight Club 2 (2004)
- Double Air Bags 15 (2004)
- Lesbian Big Boob Nurses (2004)
- Porn Stars from Mars (2004)
- Voluptuous Vixens 2 (2004)
- Látex Files: Dreambound (2003)... Summer
- Gangbound 6 (2003) ... Summer
- Gangbound 5 (2003) ... Summer